# Крупа (футбольний клуб)
Футбольний клуб Крупа або просто «Крупа» (босн. Fudbalski klub Krupa) — професіональний боснійський футбольний клуб з міста Крупа-на-Врбасу. Починаючи з сезону 2016/17 років команда виступає в Прем'єр-лізі.

## Історія
Футбольний клуб «Крупа» був заснований в 1983 році і з тих пір постійно виступав в регіональних лігах чемпіонату Югославії. Після розпаду Югославії клуб брав участь у турнірах вищої ліги Республіки Сербської. Під час громадянської війни в Боснії клуб тимчасово припинив існування, але з 1996 року відродився та продовжив виступи в регіональних лігах.
У 2013 році після тривалої відсутності клуб повернувся в Другу лігу зони «Захід» Республіки Сербської. На перший рік виступу в лізі «Крупа» зайняла друге місце в своєму дивізіоні і з першої ж спроби кваліфікувалася до Першої ліги.
У дебютному сезоні 2014/15 років у Першій лізі клуб виступив вкрай вдало для новачка ліги, посівши підсумкове друге місце, лише на одне очко відставши від лідера ФК «Рудар» (Прієдор), який в результаті й вийшов до Прем'єр-ліги. Незважаючи на вдалий результат, друге місце не дозволило клубу піднятися у вищу лігу, і завдання виходу в еліту була відкладена на наступний сезон.
Крім успішного виступу в чемпіонаті, клуб досяг високого результату і в кубку Республіки Сербської, вперше в своїй історії досягнувши фіналу. У фіналі розіграшу 2014/15 «Крупа» за сумою двох матчів поступилася клубу «Рудар» з Пріедор, за іронією долі того самого, що в тому ж сезоні Першої ліги не дозволив команді піднятися у вищу лігу.
У сезоні 2015/16 років клуб досяг найвищого результату з моменту його створення, вигравши чемпіонат Першої ліги Республіки Сербської. Посівши перше місце в регулярному чемпіонаті, «Крупа» вийшла до плей-оф турніру за право виходу в Прем'єр лігу. У плей-оф Першої ліги команда не зазнала жодної поразки, вигравши сім матчів і три звівши внічию. До кінця раунду плей-оф «Крупа» мала беззаперечну перевагу перед іншими командами і лідирувала з 12-очковим відривом від найближчого конкурента «Младость» з Великої-Обарски, забиваючи в середньому по два м'ячі за гру. Це дозволило клубу зайняти підсумкове перше місце в дивізіоні і вперше в своїй історії вийти до Прем'єр-ліги чемпіонату Боснії і Герцеговини.

## Досягнення
- Перша ліга Республіки Сербської
  - Чемпіон: 2015/16
  - Срібний призер: 2014/15

- Друга ліга Республіки Сербської
  - Срібний призер: 2013/14

- Кубок Боснії і Герцеговини
  - Фіналіст: 2017/18

- Кубок Республіки Сербської
  - Фіналіст: 2014/15

## Стадіон
Стадіон клубу «Міський» в Бані-Луці, відкритий 28 вересня 2010 року, розрахований на 2 000 сидячих місць та володіє ліцензією для виступу в Прем'єр лізі. Стадіон має штучне покриття, яке дозволяє виступати за будь-яких погодних умовах. Це перший в Республіці Сербській стадіон зі штучним покриттям. Стадіон також має сертифікат УЄФА та здатний проводити матчі єврокубків.

## Статистика виступів з 2013 року
| Сезон   | Рівень | Турнір       | Місце | І  | В  | Н | П | ЗМ | ПМ | РМ  | Очки | Кубок      | Вихід |
| ------- | ------ | ------------ | ----- | -- | -- | - | - | -- | -- | --- | ---- | ---------- | ----- |
| 2013/14 | 3      | Друга ліга   | 2     | 26 | 19 | 4 | 3 | 55 | 21 | +34 | 61   | –*         |       |
| 2014/15 | 2      | Перша ліга   | 2     | 26 | 12 | 7 | 7 | 34 | 25 | +9  | 43   | –*         |       |
| 2015/16 | 2      | Перша ліга   | 1     | 32 | 23 | 5 | 4 | 64 | 21 | +43 | 74   | 1-ий раунд |       |
| 2016/17 | 1      | Прем'єр-ліга | -     | -  | -  | - | - | -  | -  | -   | -    | 1-ий раунд |       |

- Не брав участі.

## Склад команди
| №  | Поз. | Нац.                 | Гравець            |
| -- | ---- | -------------------- | ------------------ |
| 1  | ВР   | Сербія               | Милорад Николич    |
| 2  | ВР   | Боснія і Герцеговина | Йован Кутич        |
| 3  | ВР   | Боснія і Герцеговина | Младен Ілич        |
| 4  | ВР   | Боснія і Герцеговина | Стефан Пуповац     |
| -- | ЗХ   | Сербія               | Стоян Максимович   |
| 8  | ЗХ   | Боснія і Герцеговина | Неманья Дам'янович |
| 10 | ЗХ   | Боснія і Герцеговина | Драган Вукович     |
| 13 | ЗХ   | Сербія               | Душан Миїч         |
| 12 | ЗХ   | Сербія               | Радослав Алексич   |
| 11 | ЗХ   | Сербія               | Александар Вукотич |
| 9  | ЗХ   | Боснія і Герцеговина | Денис Чомор        |
| –– | ПЗ   | Сербія               | Мілян Любенович    |
| –– | ПЗ   | Сербія               | Урош Міркович      |

| №  | Поз. | Нац.                 | Гравець            |
| -- | ---- | -------------------- | ------------------ |
| 22 | ПЗ   | Боснія і Герцеговина | Нікола Дуякович    |
| —- | ПЗ   | Сербія               | Зоран Марушич      |
| 20 | ПЗ   | Боснія і Герцеговина | Ірфан Яшаревич     |
| –– | ПЗ   | Боснія і Герцеговина | Небойша Степанович |
| –– | ПЗ   | Боснія і Герцеговина | Айдин Реджич       |
| 7  | ПЗ   | Боснія і Герцеговина | Зоран Мілутинович  |
| 15 | ПЗ   | Боснія і Герцеговина | Енис Садикович     |
| 23 | НП   | Боснія і Герцеговина | Деян Гаврич        |
| 30 | НП   | Боснія і Герцеговина | Елвір Кольїч       |
| 28 | НП   | Боснія і Герцеговина | Слободан Міланович |
| 24 | НП   | Боснія і Герцеговина | Саша Кайкут        |
| 25 | НП   | Боснія і Герцеговина | Озрен Перич        |